# Jungshoved
Jungshoved är en udde på Själland i Danmark.   Den ligger i Region Själland, i den sydöstra delen av landet, 70 km söder om Köpenhamn. 
Närmaste större samhälle är Præstø, 8 km väster om Jungshoved.